# Уилям Маккинли
Уилям Маккинли (на английски: William McKinley) (29 януари 1843 – 14 септември 1901) е 25–ият президент на САЩ, изпълнявал тази длъжност от 1897 година до убийството му през 1901 година. Неговият мандат се запомня с разширяването на териториите и колониите на САЩ, включително и анексирането на Куба и Филипините, последвало Испано-американската война, включително и придобиването на Хавай.

## Биография
Роден в Найлс, Охайо, неделя – 29 януари 1843 г., Уилям Маккинли е седмото от девет деца. Неговите родители Уилям и Нанси Маккинли са потомци на преселници от Шотландия. Записва се да учи в Академията Алегейни, но се разболява и е принуден да се върне вкъщи. На 23 юни 1861 г. с началото на Гражданската война в САЩ той се записва в Армията на Съюза като редник. Участва в няколко битки, като след тази при Анитам е повишен в сержант от своя командир (и бъдещ колега президент Ръдърфорд Хейс) за доставка на муниции под вражеския огън. Повишаван е още няколко пъти и се уволнява от армията като капитан.
След войната Маккинли учи право в Олбани, щата Ню Йорк, взема изпит за адвокатска правоспособност през 1867 г. и започва практика в Охайо. Прокурор е в Старк Каунти, Охайо от 1869 до 1871 г. и е избран като представител на Републиканската партия за Камарата на представителите на САЩ (от 4 март 1877 до 3 март 1883). На 27 май 1884 г. напуска Конгреса, понеже последният му избор е успешно оспорен от Джонатан Уолъс. Маккинли пак влиза в Конгреса за периода 4 март 1885 г. до 3 март 1891 г. Маккинли не успява в изборите през 1890 г. Делегат е на Републиканския национален конвент през 1884, 1888 и 1892 г. Маккинли е избран за губернатор на Охайо през 1891 г. и служи до 13 януари 1896 г.

## Президентство
Уилям Маккинли е избран за президент на САЩ през 1896 г., като побеждава Уилям Брайан.
През 1898 г. Маккинли стартира офанзива срещу тръстовете и монополите, чрез създаването на Индустриалната комисия, в която назначава няколко сенатори и губернатори. По-късно, докладът на тази комисия до президента Рузвелт ще е причината за неговата атака срещу тръстовете и „престъпленията на големия капитал“.
Маккинли води Испано-американската война, като откъсва Филипините и Карибско море от Испания и ги поставя под американски контрол. Въпреки многото критици, неговата администрация вкарва САЩ в ерата на Новия империализъм.
Преизбран е отново през 1900 година, като побеждава пак Брайън.

## Покушението
Маккинли е прострелян на 6 септември 1901 г. от Леон Чолгош отдаден анархист, докато президентът участва в Панамериканската експозиция в Бъфало, Ню Йорк. Умира поради отравяне на кръвта от замърсените му рани на 14 септември 1901 г. Той е третият президент, срещу когото покушение се извършва успешно.

## Любопитни факти
- Портретът на Маккинли е на банкнотата от 500 долара от 1928 до 1946 г.
- Маккинли е имал папагал на име Уошингтън-поуст (от името на вестника; на английски: „The Washington Post“).